# О причи и причању
О причи и причању је беседа Иве Андрића поводом доделе Нобелове награде за књижевност 1961. године.

## О Беседи
Говор Иве Андрића који је одржао у Стокхолму, 10. децембра 1961. године приликом примања Нобелове награде О причи и причању јесте његов најначајнији говор. Он је утолико значајнији уколико се помену имена светских кандидата који су заједно са њим те године конкурисали, а то су: Грахам Грин, Лоренс Дарел, Карен Бликсен, Џон Стаинбек и Алберто Моравија.
На церемонији доделе Нобелове награде након уручења повеље, златне медаље и новчаног чека, уследио је банкет у Златној сали Градске куће, праћен и звуцима севдалинке из Андрићеве родне Босне „Кад ја пођох на Бембашу”, док је хор мадригалиста Стокхолмског универзитета на српском отпевао композицију Јосипа Славенског „Ој, јесенске дуге ноћи”. Тада је Андрић проговорио о ономе о чему највише зна -  о причи и причању, и то о причању од древног патријархалног па до оног модерних приповедача; о непресушној потреби за причом коју, „у милион варијаната, причају људи људима“; о причи која треба да „продужи илузију живота и трајања и да помогне човеку да се нађе и снађе“; о причању приповедача који говори у име свих који нису успели да причају и испричају своју причу, и ономе које приповедач „прича самом себи” да би одагнао страх, као и причању које објашњава све наше недоумице и неразумевања, неучињено и погрешно урађено; о усменим и писаним причањима у којима је „садржана права историја човечанства; о танкој линији између прошлости и садашњости” и приповедачевој лакоћи да прелази векове као и муци да спозна када је у којем; и коначно о томе да је најтеже и најмукотрпније од свега „бити човек”.
На нешто више од четири странице Беседа даје утисак заокружености пишчевог уметничког поступка. У уводу сам писац је назначио две тематске целине о којима ће говорити, а оне се односе на његов завичај и на причу. У продужетку Андрић је наставио да говори о својој домовини Босни која је "мала земља међу световима", како је рекао један наш писац, чиме је, као што је познато, одао поштовање Петру Кочићу. У другом делу беседе Андрић се пропитује о причи и причању, и како на њихову промену утичу вриеме и различите прилике, мада је памћење трајно, и зато "причању нема краја". Андрић потом, у извесном смислу, оправдава своје приповиедање о прошлости, казује о писцима историјских романа и повезује прошлост и садашњост.
Беседа Иве Андрића коју је изрекао у име свих добитника остао је упамћен за сва времена и касније објављен у оквиру Андрићевих Сабраних дела под насловом О причи и причању.

## Беседа
Текст беседе:
"У извршавању својих високих задатака, Нобелов комитет Шведске академије решио је овог пута да писца једне, као што се каже, мале земље одликује Нобеловом наградом која, мерена међународним размерама, значи високо признање. Нека ми је допуштено да, примајући то признање, кажем неколико речи о тој земљи и додам неколико општих разматрања у вези са приповедачким делом које сте изволели наградити.
Моја домовина је заиста „мала земља међу световима“, како је рекао један наш писац, и то је земља која у брзим етапама, по цену великих жртава и изузетних напора, настоји да на свим подручјима, па и на културном, надокнади оно што јој је необично бурна и тешка прошлост ускратила. Својим признањем ви сте бацили сноп светлости на књижевност те земље и тако привукли пажњу света на њене културне напоре, и то управо у време кад је наша књижевност низом нових имена и оригиналних дела почела да продире у свет, у оправданој тежњи да светској књижевности и она да свој одговарајући прилог. Ваше признање једном од књижевника те земље значи несумњиво охрабрење том продирању. Стога нас оно обавезује на захвалност, и ја сам срећан што вам у овом тренутку и са овог места, не само у своје име него и у име књижевности којој припадам, могу ту захвалност једноставно али искрено да изразим.
Нешто тежи и сложенији је други део мог задатка: да кажем неколико речи у вези са приповедачким делом писца коме сте указали част својом наградом.
Али кад је у питању писац и његово дело, зар не изгледа помало као неправда да се од оног који је створио неко уметничко дело, поред тога што нам је дао своју креацију, дакле део себе, очекује да каже нешто и о себи и о том делу? Има нас који смо више склони да на творце уметничких дела гледамо било као на неме, одсутне савременике, било као на славне покојнике, и који смо мишљења да је говор уметничких дела чистији и јаснији ако се не меша са живим гласом његовог ствараоца. Такво схватање није ни усамљено ни ново. Још Монтескије је тврдио да „писци нису добре судије својих дела“. Са дивљењем и разумевањем сам некад прочитао Гетеово правило: „Уметниково је да ствара а не да говори!“ Као што сам много година доцније са узбуђењем наишао на исту мисао, сјајно изражену, код непрежаљеног Албера Камија.
Стога бих желео да тежиште овог кратког излагања поставим, као што је по мом мишљењу право и умесно, на разматрање о причи и причању уопште. На хиљаду разних језика, у најразноличнијим условима живота, из века у век, од древних патријархалних причања у колибама, поред ватре, па све до дела модерних приповедача која излазе у овом тренутку из издавачких кућа у великим светским центрима, испреда се прича о судбини човековој, коју без краја и прекида причају људи људима. Начин и облици тога причања мењају се са временом и приликама, али потреба за причом и причањем остаје, а прича тече и даље и причању краја нема. Тако нам понекад изгледа да човечанство од првог блеска свести, кроз векове прича само себи, у милион варијаната, упоредо са дахом својих плућа и ритмом свога била, стално исту причу. А та прича као да жели, попут причања легендарне Шехерезаде, да завара крвника да одложи неминовност трагичног удеса који нам прети, и продужи илузију живота и трајања. Или можда приповедач својим делом треба да помогне човеку да се нађе и снађе? Можда је његов позив да говори у име свих оних који нису умели или, оборени пре времена од живота-крвника, нису стигли да се изразе? Или то приповедач можда прича сам себи своју причу, као дете које пева у мраку да би заварало свој страх? Или је циљ тог причања да нам осветли, бар мало, тамне путеве на које нас често живот баца, и да нам о том животу, који живимо али који не видимо и не разумемо увек, каже нешто више него што ми, у својој слабости, можемо да сазнамо и схватимо; тако да често тек из речи доброг приповедача сазнамо шта смо учинили а шта пропустили, шта би требало чинити а шта не. Можда је у тим причањима, усменим и писменим, и садржана права историја човечанства, и можда би се из њих бар могао наслутити, ако не сазнати смисао те историје. И то без обзира на то да ли обрађује прошлост или садашњост.
Кад је реч о приповедању које има за предмет прошлост, треба напоменути да има схватања према којима би писати о прошлости требало да значи пренебрегнути садашњицу и донекле окренути леђа животу. Мислим да се писци историјских приповедака и романа не би сложили са тим и да би пре били склони да признају да сами стварно и не знају како ни када се пребацују из оног што се зове садашњост, у оно што сматрамо прошлошћу, да са лакоћом као у сну, прелазе прагове столећа. Најпосле, зар се у прошлости као и у садашњости не суочавамо са сличним појавама и истим проблемима? Бити човек, рођен без свог знања и без своје воље, бачен у океан постојања. Морати пливати. Постојати. Носити идентитет. Издржати атмосферски притисак свега око себе, све сударе, непредвидљиве и непредвиђене поступке своје и туђе, који понајчешће нису по мери наших снага. А поврх свега, треба још издржати своју мисао о свему томе. Укратко: бити човек.
Тако, и с оне стране црте која произвољно дели прошлост од садашњости писац сусреће ту исту човекову судбину коју он мора уочити и што боље разумети, поистоветити се са њом, и својим дахом и својом крвљу је грејати, док не постане живо ткање приче коју он жели да саопшти читаоцима, и то што лепше, што једноставније, и што убедљивије.
Како да се то постигне, којим начином и којим путевима? Једни то постижу слободним и неограниченим размахом маште други дугим и пажљивим проучавањем историјских података и друштвених појава, једни понирањем у суштину и смисао минулих епоха, а други са каприциозном и веселом лакоћом као онај плодни француски романсијер који је говорио: „Шта је историја? Клин о који ја вешам своје романе.“ Укратко сто начина и путева може постојати којима писац долази до свога дела, али једино што је важно и пресудно, то је дело само.
Писац историјских романа могао би на своје дело да стави као натпис и као једино објашњење свега, и то свима и једном заувек, древне речи: „Cogitivi dies antiquos et annos aeteornos in mente habui.“ (Размишљао сам о древним данима и сећао се година вечности).
Па и без икаквог натписа, његово дело као такво говори то исто.
Али, на крају крајева, све су то питања технике, методе, обичаја. Све је то мање или више занимљива игра духа поводом једног дела и око њега. Није уопште толико важно да ли један приповедач описује садашњост или прошлост, или се смело залеће у будућност; оно што је при том главно, то је дух којим је надахнута његова прича, она основна порука коју људима казује његово дело. А о томе, наравно, нема и не може бити прописа ни правила. Свак прича своју причу по својој унутрашњој потреби, по мери својих наслеђених или стечених склоности и схватања и снази својих изражајних могућности; свак сноси моралну одговорност за оно што прича, и сваког треба пустити да слободно прича. Али допуштено је, мислим, на крају пожелети да прича коју данашњи приповедач прича људима свога времена, без обзира на њен облик и њену тему, не буде ни затрована мржњом ни заглушена грмљавином убилачког оружја, него што је могуће више покретана љубављу и вођена ширином и ведрином слободног људског духа. Јер, приповедач и његово дело не служе ничем ако на један или на други начин не служе човеку и човечности. То је оно што је битно. И то је оно што сам сматрао за добро да истакнем у овом свом кратком пригодном разматрању које ћу, ако ми допустите, завршити као што сам и почео: са изразом дубоке и искрене захвалности."